# Hôtel-Dieu (Marsiglia)
Costruito a partire dal 1753, su progetto di Jacques Hardouin-Mansart de Sagonne, l' Hôtel-Dieu di Marsiglia è un ex ospedale situato nel quartiere Panier. Con l'entusiasmo generato dai festeggiamenti di Marsiglia-Provenza 2013, l'Hôtel-Dieu è stato trasformato in un hotel a 5 stelle, gestito dal gruppo alberghiero britannico InterContinental. La ristrutturazione dell'ospedale in un hotel è stata completata il 29 aprile 2013. È servito dalla stazione Vieux-Port della metropolitana di Marsiglia.

## Storia
L'Hôtel-Dieu venne fondato nel 1593 grazie alla riunione dell'ospedale Saint-Jacques-de-Galice e quello del Saint-Esprit (di cui recuperò i locali). Sotto l'Ancien Régime si differenziò dagli altri ospedali francesi affidando la cura dei suoi pazienti esclusivamente a personale laico.
Questo edificio è stato utilizzato, alla fine del XX secolo, per l'insegnamento medico (ostetricia) e paramedico (infermieri, anestesisti di sala operatoria, puericultrici, ausiliari per l'infanzia, tecnici di imaging medica, dirigenti sanitari e altro) fino al novembre 2006.
L'Hôtel-Dieu fu costruito a partire dal 1753 dall'architetto marsigliese Claude-Henri-Jacques d'Aggeville (1721-1794) su progetto dell'architetto del re Jacques Hardouin-Mansart de Sagonne (1711-1778), nipote di Jules Hardouin-Mansart. L'ultimo Mansart intendeva competere qui, per le dimensioni dell'edificio, con gli hotel-Dieu di Pierre de Vigny a Lille e soprattutto di Jacques-Germain Soufflot a Lione, suoi omologhi dell'Accademia reale di architettura. L'Hôtel-Dieu è quindi una delle maggiori conquiste dell'architettura ospedaliera francese del XVIII secolo. La costruzione delle fondamenta si trascinò fino al 1757, quando i lavori furono eseguiti dall'imprenditore Jean-Étienne Raymond. D'Aggeville procedette, indubbiamente su richiesta dei rettori, alla modifica dei piani previsti da Mansart de Sagonne nel disegno delle due scale laterali della corte. Queste furono realizzate, dal 1780 al 1785, da Esprit-Joseph Brun che allora stava lavorando all'ampliamento del Hôtel de Ville. Appena la metà del progetto fu completata nel 1788, data degli ultimi lavori documentati. Le difficoltà finanziarie ebbero la meglio sul progetto di Mansart de Sagonne.
L'edificio venne ristrutturato, nel suo stato attuale, dal 1860 al 1866 dall'architetto degli ospedali di Marsiglia, Félix Blanchet. Venne estesa l'ala sinistra del cortile, eretti i padiglioni alle estremità delle due ali e innalzato l'intero edificio di un piano. Soprattutto, vennero ripuliti i bordi dai bassifondi che ingombravano gli ingressi per fornire aria e luce, oltre che per migliorarne l'accessibilità. Fino ad allora i pazienti venivano messi su lettighe o portantine quando non erano autosufficienti. Il nuovo Hôtel-Dieu fu inaugurato da Napoleone III, il 15 novembre 1866, festa dell'Imperatrice Eugenia.